# Дергачівський район
Дергачі́вський райо́н — колишня адміністративно-територіальна одиниця у північній частині Харківської області, частина історичної Слобожанщини. Населення район становить 94 826 осіб (на 1 лютого 2012 року). Датою заснування району вважається 7 березня 1923 року, коли уряд радянської України затвердив новий адміністративно-територіальний поділ територій УСРР. Повіти і волості було замінено на округи і райони. До Харківського округу тоді входило 24 райони, в тому числі Деркачівський і Козачолопанський (ліквідований у 1925 році). З 1943 року радянська влада без офіційного перейменування почала використовувати російську назву Дергачі. Тепер це місто Дергачі Харківської області.

## Географія
Дергачівщина має вигідне географічне розташування — район межує з Бєлгородською областю Російської Федерації (протяжність кордону — 16 км), а також із Валківським, Богодухівським, Золочівським і Харківським районами Харківської області.
Загальна площа району становить 900 км², або 2,9% території Харківської області.
Районом протікають річка Лопань (протяжність по території району майже 50 км) і річка Уда (протяжність по території району — 7,38 км).

## Загальні відомості
Центр району — місто Дергачі з майже двадцятитисячним населенням. Назву міста пов'язують з легендарним козаком на прізвисько Деркач, а ще з назвою птаха — деркача, який полюбляв гніздитися в цій місцевості. Історики вважають, що поселення виникло у другій половині XVII сторіччя, як форпост Харківської укріпленої лінії.
Дергачівський район має високий природно-ресурсний потенціал. Його основу складають: глина, суглинок — у Білашівському і Лужківському родовищах, пісок силікатний — у Пересічанському родовищі, вода мінеральна — у Березівському родовищі.
Відстань від районного центру до міста Харкова становить 12 км.

## Історія
7 березня 1923 року уряд України затвердив новий адміністративно-територіальний поділ. Повіти і волості було замінено на округи та райони. До Харківського округу тоді входило 24 райони, у тому числі Деркачівський. Головою Деркачівського райвиконкому був обраний Т. Ю. Смалько.
Першочергова увага була приділена питанням економіки. У 1928 році в Деркачах було збудовано цегельний завод, у 1930 році — на базі колишньої майстерні В. І. Ломакіна створено державний механічний завод «Незаможник» (нині — Дергачівський завод турбокомпресорів), утворюються кооперативні артілі та колгоспи.
У 1922 році на базі середнього сільськогосподарського училища, що існувало з 1911 року, в Малій Данилівці було відкрито Харківській зооветеринарний інститут (нині — Харківська державна зооветеринарна академія). А з 1926 року поблизу с. Пересічне функціонує санаторій «Березівські мінеральні води».
Голодомор 1932–1933 прямо позначився на районі — радянська влада замучила голодною смертю значну частину українського населення. Місцем масових поховань був так званий Гришин Яр (між Деркачами та Малою Данилівкою).

### Радянсько-німецька війна
Друга світова війна, яку розпочали Німеччина та СРСР, стала новою катастрофою для району. У червні 1941 проведено примусову мобілізацію в сталінську армію, а тисячі жителів району брали участь у каторжних роботах на оборонній лінії навколо Харкова, що проходила в районі сіл Гаврилівки, Солоницівки, Пересічного, Вільшан і станції Ріпки (Богодухівський район). Понад 3 тисячі жителів району виїхали на спорудження оборонної лінії біля міста Чернігова та станції Крути.
22 жовтня 1941 р. німецькі війська увійшли в Деркачі. У травні-червні 1942 за спробу втечі та саботаж розстріляно 20 військовополонених. 1033 завербувалися на роботи до Німеччини і так уникли сталінського терору після 1944.
Під час окупації у районі нібито діяла підпільна партійна організація, яка мала у своєму складі 19 осіб, серед них — третій секретар КП(б)У М. Б. Ясновицький, голова райвиконкому Д. С. Коваль та ін. Крім того, в районі було створено декілька партизансько-диверсійних груп у Вільшанах, Козачій Лопані, Черкаській Лозовій та інших населених пунктах, але знайшлися зрадники, і майже все підпілля в 1942 році було розгромлене.
13 лютого 1943 року Радянська Армія вперше увірвалася у Деркачі і район, але вже 10 березня тікали під тиском німецьких військ. Остаточно селище було реокуповане лише 19 серпня 1943, під час Харківсько-Бєлгородської наступальної операції.
Три дні 28-ма гвардійська та 84-та стрілецька дивізії вели вперті бої біля Деркачів — одного з опорних пунктів ворога на шляху до Харкова. В ті дні зав'язався жорстокий бій на околицях Деркачів за залізничну станцію. Командуючий Степовим фронтом маршал І. С. Конєв віддав наказ посилити наступ і якнайшвидше оволодіти селищем.
Харківська визвольна операція мала особливе значення у завершальному етапі Другої світової війни. Історики розглядають її як складову частину Курської битви, але в історії новітньої України її значення більше. Є всі підстави вважати, що саме визволення Харкова поклало початок процесу безперервного звільнення України від німецько-фашистських загарбників.
22 серпня 1943 року частини 53-ї армії захопили вигідні позиції для завдавання ударів по західних та північно-західних околицях Харкова. З висоти 208,6 м відкривався вид на місто. На висоті 197,3 м біля с. Солоницівка знаходився командний пункт маршала Івана Конєва.
На 22 серпня ключові позиції біля Харкова були зайняті радянськими військами. Німецьке командування почало відводити свої війська. Щоб урятувати місто від руйнування, командуючий Степовим фронтом І. Конєв зі свого командного передового пункту віддав наказ військам 67-ї та 7-ї гвардійських армій про нічний штурм Харкова. Першим увійшли на площу Дзержинського у палаючому місті частини 186-ї стрілецької дивізії. Ранком 23 серпня 1943 року Харків було повністю звільнено від окупантів.
Зараз меморіальний комплекс «Висота маршала Конєва» у села Солоницівка став центром не лише районних, а й обласних заходів, присвячених пам'ятним датам радянсько-німецького військового конфлікту. Саме тут збираються ветерани 53-ї та 57-ї сталінських армій.
На фронти і партизанські загони загнали 1756 жителів селища, 500 з них нагородили орденами та медалями сталінського СРСР. 956 чоловік убиті.
1943 року селище Деркачі невмотивовано перейменовано в російське — Дергачі.

### Післявоєнний період
У післявоєнні часи продовжилося впорядкування адміністративно-територіального поділу Харківської області, а 12 серпня 1959 р. Дергачівський район був укрупнений за рахунок ліквідованих сусідніх районів. У червні 1977 року селище Дергачі набуло статусу міста районного підпорядкування.

### Незалежність
У районі створено новий регіональний ландшафтний парк «Фельдман-Екопарк» площею 140,5 га для збереження цінних природних комплексів.

## Адміністративний устрій
Район адміністративно-територіальний поділяється на 1 міську раду, 7 селищних рад та 7 сільських рад, які об'єднують 95 населених пунктів та підпорядковані Дергачівській районній раді.

## Економіка
Дергачівський район має досить розвинену виробничу інфраструктуру. Всього в районі функціонує 1175 підприємств, організацій, установ різних форм власності.
Основними галузями народного господарства району є промисловість та сільське господарство.
Питома вага промисловості Дергачівського району в загальному виробництві області становить 3,6%. Всього ж тут діє 27 промислових підприємств, на яких працює понад 3 тисячі чоловік. Річний обсяг промислового виробництва продукції в діючих цінах склав за 2006 рік 711 млн грн.
У структурі промислового виробництва переважають: виробництво електроенергії (ВАТ «Харківська ТЕЦ−5»); деревообробка (ЗАТ «Солоницівський комбінат меблевих деталей»); машинобудування та металообробка (ДП «Дослідний завод “Енергосталь”»); промисловість будівельних матеріалів (ВАТ «Курязький завод силікатних виробів», ТОВ «Едельвейс», ТОВ «Дергачівське заводоуправління»).
В районі створено сприятливі умови для розвитку малого бізнесу. На 1 січня 2007 року в районі зареєстровано суб'єктів малого бізнесу:
- юридичних осіб — 382;
- фізичних осіб — 3170.

Однією з провідних галузей району, в якій працюють понад 1,5 тисяч осіб, є сільське господарство. Загальна площа сільгоспугідь становить 59,6 тисяч га., у тому числі:
- ріллі — 44355 га;
- зрошувальні землі — 1906 га;
- пасовища — 8373 га;
- сінокоси — 4053 га;
- сади — 2537 га.

Крім того, в районі нараховується 19,4 тис. га землі, вкритої лісом.
Крім того, в районі нараховується 22,1 тис. га землі, вкритої лісом.
До складу агропромислового комплексу району входить 73 підприємства і організації всіх форм власності, в тому числі, 56 фермерських господарств.
Сільське господарство в районі спеціалізується на вирощуванні зернових та олійних культур, а також на тваринництві. Рослинництво є провідною галуззю сільськогосподарського виробництва, його внесок до загального обсягу виробленої продукції становить 67 %.

### Пріоритети розвитку
- підвищення якісного рівня життя населення;
- відродження та розвиток промислового комплексу району;
- всебічний розвиток сільськогосподарського виробництва;
- поліпшення екологічного стану району.

Сьогодні Дергачівський район — один з найбільших приміських районів Харківської області. Його жителі роблять гідний внесок у розбудову України, у розвиток економіки і культури країни.

## Транспорт
Територією району проходить автошлях E105.

## Населення
Розподіл населення за віком та статтю (2001):
| Стать | Всього | До 15 років | 15-24 | 25-44  | 45-64  | 65-85  | Понад 85 |
| --- | ------ | ----------- | ----- | ------ | ------ | ------ | -------- |
| Чоловіки | 44 874 | 6902        | 7768  | 13 344 | 11 730 | 4956   | 174      |
| Жінки | 53 611 | 6797        | 7461  | 13 672 | 14 735 | 10 012 | 934      |
| \| Статево-вікова піраміда \| Статево-вікова піраміда \| Статево-вікова піраміда \| \| ----------------------- \| ----------------------- \| ----------------------- \| \| Чоловіки \| Вік \| Жінки \| \| 174 \| 85 + \| 934 \| \| 315 \| 80-84 \| 1162 \| \| 997 \| 75-79 \| 2643 \| \| 1852 \| 70-74 \| 3564 \| \| 1792 \| 65-69 \| 2643 \| \| 3099 \| 60-64 \| 4704 \| \| 1667 \| 55-59 \| 2130 \| \| 3402 \| 50-54 \| 3764 \| \| 3562 \| 45-49 \| 4137 \| \| 3720 \| 40-44 \| 3952 \| \| 3244 \| 35-39 \| 3423 \| \| 3006 \| 30-34 \| 3036 \| \| 3374 \| 25-29 \| 3261 \| \| 3721 \| 20-24 \| 3570 \| \| 4047 \| 15-20 \| 3891 \| \| 3054 \| 10-14 \| 3048 \| \| 2121 \| 5-9 \| 2098 \| \| 1727 \| 0-4 \| 1651 \| |        |             |       |        |        |        |          |
| Статево-вікова піраміда |        |             |       |        |        |        |          |
| Чоловіки | Вік    | Жінки       |       |        |        |        |          |
| 174 | 85 +   | 934         |       |        |        |        |          |
| 315 | 80-84  | 1162        |       |        |        |        |          |
| 997 | 75-79  | 2643        |       |        |        |        |          |
| 1852 | 70-74  | 3564        |       |        |        |        |          |
| 1792 | 65-69  | 2643        |       |        |        |        |          |
| 3099 | 60-64  | 4704        |       |        |        |        |          |
| 1667 | 55-59  | 2130        |       |        |        |        |          |
| 3402 | 50-54  | 3764        |       |        |        |        |          |
| 3562 | 45-49  | 4137        |       |        |        |        |          |
| 3720 | 40-44  | 3952        |       |        |        |        |          |
| 3244 | 35-39  | 3423        |       |        |        |        |          |
| 3006 | 30-34  | 3036        |       |        |        |        |          |
| 3374 | 25-29  | 3261        |       |        |        |        |          |
| 3721 | 20-24  | 3570        |       |        |        |        |          |
| 4047 | 15-20  | 3891        |       |        |        |        |          |
| 3054 | 10-14  | 3048        |       |        |        |        |          |
| 2121 | 5-9    | 2098        |       |        |        |        |          |
| 1727 | 0-4    | 1651        |       |        |        |        |          |

Населення району — 95771 осіб, із них:
- 67976 осіб (71%) — міське населення;
- 27795 осіб (29%) — сільське населення.

Загальна кількість пенсіонерів у районі 28,147 тис. осіб (29,2%). За щільністю населення (103 особи на 1 км²) район посідає одне з провідних місць в області.
Народжуваність у районі в 2006 році склала 8,3 на 1000 осіб.
Смертність — 19,4 на 1000 осіб.
Національний склад населення в районі стабільний — абсолютна більшість українці:
| Національність | Кількість осіб | Процентне співвідношення |
| -------------- | -------------- | ------------------------ |
| Українці       | 79 126         | 80,3                     |
| Росіяни        | 17 949         | 18,2                     |
| Білоруси       | 384            | 3,9                      |
| Цигани         | 158            | 1,6                      |
| Грузини        | 141            | 1,43                     |
| Вірмени        | 137            | 1,39                     |

Усього серед мешканців району понад 50 національностей, переважно мігрантів.
На території району розташовані: одна міська, сім селищних і сім сільських рад, до складу яких входить 63 населені пункти, 55 з яких — села.
У 2010 р. Дергачівський район був обраний Кабінетом Міністрів України для проведення пробного перепису населення  як найбільш типовий в Україні за структурою населення.

## Освіта
У районі працює 28 денних і одна вечірня загальноосвітня школа, в яких навчається 8902 учня. В школах працює 880 педагогічних працівників. В 14 дитячих дошкільних закладах виховується 1918 дитини. Працює два позашкільні заклади: будинок дитячої та юнацької творчості та дитячо-юнацька спортивна школа. Крім того, діють дві музичні школи, професіональний аграрний ліцей, де навчаються 104 учня.
У районі діє один з найстаріших в Україні ВУЗів — Харківська зооветеринарна академія. В його стінах навчається 3939 студентів усіх форм навчання, а професорсько-викладацький склад інституту налічує 280 чоловік.
У школах району працює 27 комп'ютерних класів. 26 шкіл підключено до мережі Інтернет.
У районі функціонують 18 закладів культури клубного типу, районний Будинок культури (м. Дергачі), дитячий клуб «Орлятко» (смт. Солоницівка), дві музичні школи (м. Дергачі, смт. Мала Данилівка) та 28 масових універсальних бібліотек, об'єднаних централізованою бібліотечною системою.

## Соціальна сфера
У Дергачівському районі діє 7 музеїв:
- с. Солоницівка — музей «Харківщина у Великій Вітчизняній війні 1941–1945 років»;
- с. Руська Лозова — музей 3-ї танкової Червонопрапорної, орденів А. Суворова, М.Кутузова, Б. Хмельницького, Чаплинсько-Будапештської бригади;
- смт. Мала Данилівка — музей історії Харківського зооветеринарного інституту;
- смт. Козача Лопань — музей бойової слави;
- смт. Пересічне — історико-краєзнавчий музей;
- с. Подвірки — музей А. С. Макаренка у Курязької виховній колонії;
- м. Дергачі — краєзнавчий музей.

Медичне обслуговування населення Дергачівського району здійснюють 30 лікувально-профілактичних заклади, 14 амбулаторій, 3 здравпункти і 9 ФАПів.
На території району знаходиться один із найкращих в Україні лікувально-курортних профілакторіїв — санаторій «Березівські мінеральні води» на 1100 місць.
До районних засобів масової інформації належать районна газета «Вісті Дергачівщини», районне державне радіомовлення та газети органів місцевого самоврядування.
У районі працює кінно-спортивна школа, 2 спортивно-оздоровчі клуби, спортивний клуб «Енергетик». 35 — обладнаних футбольних поля та 2 стадіони. Найкращим спортивним комплексом району є спортивний комплекс ТЕЦ-5.

## Релігія
На території району діють релігійні громади:
- Української православної церкви — 15;
- євангельських християн-баптистів — 4;
- адвентистів Сьомого дня — 1;
- Православної Церкви України — 1;
- Свідків Єгови — 1;
- Дергачівської християнської церкви — 1.

## Пам'ятки та пам'ятники
У Дергачівському районі Харківської області на обліку перебуває 66 пам'яток історії.
На території Дергачівщини налічується 68 пам'яток історико-монументального мистецтва, а також пам'ятки культури державного та місцевого значення. Серед них:
- церква Різдва Христова із дзвіницею в м. Дергачі (1838 рік побудови);
- Миколаївська церква в селищі Вільшани (1741 р.);
- Земельний банк в селищі Вільшани (1907 р.);
- Михайлівська церква в селищі Пересічне (1821 р.);
- Конюшня з манежем у селищі Мала Данилівка (початок ХХ ст.).

У Дергачівському районі Харківської області на обліку перебуває 39 пам'яток археології.
В межах району також розташовано 9 об'єктів природно-заповідного фонду.

## Персоналії
З Дергачівським районом пов'язані імена таких відомих діячів української культури, як Олександр Олесь, Гнат Хоткевич, П.Савченко, П. Шатун, Д. Бакуменко, М. Олешко та інші.

## Політика
25 травня 2014 року відбулися Президентські вибори України. У межах Дергачівського району було створено 56 виборчих дільниць. Явка на виборах складала — 49,10% (проголосували 39 446 із 80 339 виборців). Найбільшу кількість голосів отримав Петро Порошенко — 35,61% (14 047 виборців); Михайло Добкін — 30,20% (11 912 виборців), Сергій Тігіпко — 7,27% (2 868 виборців), Юлія Тимошенко — 7,10% (2 802 виборців), Олег Ляшко — 4,09% (1 613 виборців), Анатолій Гриценко — 3,95% (1 560 виборців). Решта кандидатів набрали меншу кількість голосів. Кількість недійсних або зіпсованих бюлетенів — 1,74%.